# Radek Látal
Radek Látal (* 16. prosince 1997) je český profesionální fotbalista, který hraje na pozici pravého obránce či záložníka za český klub FK Mladá Boleslav.

## Klubová kariéra
Látal začal s fotbalem v Sigmě Olomouc, ze které krátce hostoval v 1. HFK Olomouc a v 1. SK Prostějov. V lednu 2017 si ho trenér Václav Jílek vytáhl z rezervy do zimní přípravy A-týmu. V prvním týmu debutoval 28. dubna 2017 v utkání 25. kola druhé ligy proti Baníku Sokolov, když střídal na závěrečných 20 minut. V červenci 2017 odešel na roční hostování do Pardubic. Zde odehrál závěry prvních dvou utkání, poté se ale zranil a další dostal příležitost až v březnu. Až k závěru svého působení zde několikrát startoval v základní sestavě. V Pardubicích měl hostovat i nadále, v přípravě ale nedostával tolik času, kolik mu bylo slibováno, a tak ho Sigma z hostování stáhla, a obratem poslala na půlroční hostování do třetiligového Vyškova. V nejvyšší české soutěži debutoval 20. července 2019 ve druhém kole proti Fastavu Zlín, když vystřídal na závěrečné minuty Václava Pilaře.

## Soukromý život
Látal je synem Radoslava Látala, trenéra a bývalého fotbalisty. Od roku 2019 spolu působili v Sigmě Olomouc, Radoslav jako trenér, Radek jako hráč.